# Blockuniversum
Blockuniversum – auch Blockzeit, Eternalismus – bezeichnet eine bestimmte kosmologische Vorstellung. Dabei wird die Gesamtheit der Zeit, also Vergangenheit, Gegenwart und Zukunft, als gleichermaßen gegeben und real aufgefasst. Die Zeit wird somit in Analogie zum Raum gesehen. Die Annahme einer solchen Position hat weitreichende Folgen für die Philosophie der Zeit, die Ontologie und die temporale Logik. Konkurrierende Standpunkte sind Präsentismus (nur Gegenwart ist real) und Possibilismus (Gegenwärtiges und Vergangenes sind real gegeben, die Zukunft ist offen).

## Klassische Vorläufer
Eine erste philosophische Formulierung findet sich zumindest implizit bei den griechischen Philosophen Parmenides (ca. 520–455 v. Chr.) und Zenon von Elea (ca. 490–430 v. Chr.), dort in ihren Argumenten für die Irrealität des empfundenen Vergehens der Zeit. Parmenides und Zenon von Elea, beide gehörten zur Schule der Eleaten, benutzen diese Argumentation zunächst zur Rechtfertigung eines Rationalismus. Dieser Rationalismus verweist auch auf die Schule der Pythagoreer.
In den Traditionen von Judentum, Christentum und Islam entspricht der Idee eines Blockuniversums die Vorstellung, dass Gott außerhalb der Zeit stehe. Augustinus von Hippo (354–430 n. Chr.), Kirchenlehrer und Philosoph der Spätantike, diskutiert diese Position. In der Neuzeit ist auch die pantheistische Kosmologie des Rationalisten Baruch de Spinoza (1632–1677) mit solchen Vorstellungen in Einklang.

## Spezielle Relativitätstheorie
Im modernen Sinne ist die Vorstellung des Blockuniversums mit einer Beschreibung der Raumzeit verbunden, die die Spezielle Relativitätstheorie in der Auffassung von Minkowski nahelegt: die Raumzeit als vierdimensionaler „Block“ anstelle der Vorstellung eines dreidimensionalen Raumes bei einer fließenden Zeit.
Nimmt man eine vierdimensionale Raumzeit im Sinne der Allgemeinen Relativitätstheorie an, gibt es nach dem kosmologischen Prinzip keinen ausgezeichneten Ort (z. B. Standort eines Beobachters, Erde) oder eine besondere zeitliche Positionierung (z. B. Gegenwart eines Beobachters) in der Welt.
Spricht man Objekten auf t=0 (bzw. ct=0) eine Realität zu, ergibt sich das Blockuniversum zwangsläufig. Kritiker, wie bspw. N. David Mermin, schreiben dem relativen, subjektiven Raum der Gleichzeitigkeit ({\displaystyle t=0} in der Raumzeit des Beobachters) keinerlei Realität zu.
Vertreter eines Blockuniversums interpretieren die spezielle Relativitätstheorie so, dass es keine Möglichkeit gibt, einen eindeutig bestimmten Punkt in der Zeit unabhängig von der eigenen Perspektive als Gegenwart zu identifizieren. Gleichzeitigkeit, und damit die Unterscheidung von Gegenwart, Vergangenheit und Zukunft wird damit subjektiv, genau wie das Verstreichen der Zeit. Die Blockzeit nimmt alle Zeitpunkte der Zeit als gleicherweise mögliche, ontologisch reale Ausgangspunkte von Perspektiven an, Vergangenheit und Zukunft werden zu Betrachtungsrichtungen anstatt zu ontologisch verschiedenen Bereichen. Die Diskussion über ein Blockuniversum wurde in den späten 1960er Jahren insbesondere durch Hilary Putnam und C. Wim Rietdjik mit dem Rietdijk-Putnam-Argument angestoßen.
Die Asymmetrie, also dass irreversible Ereignisse lediglich in einer zeitlichen Richtung verlaufen (wie das Ansteigen der Entropie), wird hier zum Grund für die Annahme der Gerichtetheit der Zeit („Zeitpfeil“). Daher ist der Determinismus eine zwangsläufige Eigenschaft eines Blockuniversums.